# Kinrooi
Kinrooi (lim. Kinder) – miejscowość i gmina (gemeente) w Belgii, w Regionie Flamandzkim, w prowincji Limburgia, w okręgu Maaseik. 1 stycznia 2024 liczyła 12 406 mieszkańców. 

## Podział administracyjny
W skład gminy wchodzą trzy dzielnice (deelgemeente):
- Kessenich
- Molenbeersel
- Ophoven

## Historia
Gmina Kinrooi powstała w 1971 roku w wyniku połączenia gmin Kessenich, Molenbeersel i Ophoven

## Demografia
- Źródła:NIS, :od 1806 do 1981= według spisu; od 1990 liczba ludności w dniu 1 stycznia

1 stycznia 2024 całkowita populacja Kinrooi liczyła 12 406 osób. Łączna powierzchnia gminy wynosi 54,80 km², co daje gęstość zaludnienia 226 mieszkańców na km².

## Współpraca
Miejscowość partnerska:
- Schaerbeek, Region Stołeczny Brukseli